# Haaheru
Haaheru („Horus steigt herab“, ursprünglich irrtümlich Mehaa gelesen) war eine Königin der altägyptischen 6. Dynastie. Sie war eine Gemahlin von Pharao Pepi I. Das einzige bekannte Kind aus dieser Ehe ist ein Sohn namens Hornetjerichet.
Für Haaheru wurde südlich der Pyramide ihres Gemahls eine Königinnenpyramide errichtet, die heute fast völlig zerstört ist. In der Grabkammer konnten aber noch Reste der Wanddekoration und einige Inschriften gefunden werden.